# Portet-de-Luchon
Portet-de-Luchon é uma comuna francesa na região administrativa de Occitânia, no departamento de Alta Garona. Estende-se por uma área de 4,11 km². Em 2010 a comuna tinha 42 habitantes (densidade: 10,2 hab./km²).